# صلاح الدين طرزي
صلاح الدين طرزي (ولد في ديسمبر 1917 في دمشق، توفي في 4 أكتوبر 1980 في دن هاج) كان محاميًا ودبلوماسيًا سوريًا. مثّل وطنه في اجتماعات الجمعية العامة للأمم المتحدة وسفيراً لدى مختلف الدول. عمل قاضياً في محكمة العدل الدولية منذ عام 1976 حتى وفاته.

## الحياة و الوظيفة
ولد صلاح الدين طرزي في دمشق عام 1917 وأكمل دراسته القانونية في كلية الأخوة (Collège des Frères) هناك وفي المدرسة الفرنسية للقانون في بيروت. ثم عمل محامياً في دمشق من عام 1940 إلى عام 1947. بعد حصوله على الدكتوراه عام 1945، قام بتدريس القانون في جامعة دمشق من عام 1946 إلى عام 1949. بالإضافة إلى ذلك، عمل في وزارة المالية السورية من عام 1945 إلى عام 1947. في عام 1949 بدأ مسيرته الدبلوماسية في وزارة الخارجية، ثم انتقل إلى منصب القائم بالأعمال في بلجيكا في 1951/1952، وأصبح أمينًا عامًا. ثم كان سفيراً لدى الاتحاد السوفييتي (1957/1958 و1965-1970)، وتشيكوسلوفاكيا (1958/1959)، والصين (1960/1961)، وتركيا (1970-1974). ومن عام 1962 إلى عام 1964 عمل كالممثل الدائم لسوريا لدى الأمم المتحدة.
بالإضافة إلى ذلك، مثّل سوريا بين عامي 1949 و1971 في دورات الجمعية العامة للأمم المتحدة. في عام 1968 شارك في المفاوضات حول اتفاقية فيينا لقانون المعاهدات. وفي عام 1978 عمل محاضراً في أكاديمية لاهاي للقانون الدولي . وقبل ثلاث سنوات تم انتخابه قاضيا في محكمة العدل الدولية في لاهاي. بدأت فترة ولايته العادية التي تبلغ تسع سنوات في فبراير 1976. في أكتوبر 1980 توفي في حادث مروري في لاهاي. ووفقا لقرار مجلس الأمن التابع للأمم المتحدة رقم 480، تم انتخاب زميله عبد الله فكري الخاني خلفا له للفترة المتبقية من ولايته.